# Margarida de Llúria
Margarida de Llúria fou una senyora principal d'El Puig de Santa Maria (Valencia) del segle xiv.
Va deixar la seua empremta en molts llocs del País Valencià, de manera particular en la història del Puig de Santa Maria, on també va demanar ser soterrada, malgrat viure en una època on les principals decisions estaven en mans masculines.
És filla de Roger de Llúria i de Saurina de Entença, besneta de Bernat Guillem d'Entença, oncle de Jaume I i guanyador en la crucial Batalla del Puig.
En morir pare (1305) i mare (1325) va heretar Alcoi, el Puig de Santa Maria, Travadell, la Pobla d´Ifach (actual terme de Calp), Altea, Dènia i Xàtiva, i va formar part activa de l'evolució de tots aquests llocs. Per exemple, va fer donacions fonamentals per a l'església d'Ifach (Calp) i de la cartoixa de Porta Coeli.
Va viure al Puig de Santa Maria entre el seu castell –on existia una capella en honor a la Verge– i una casa palaciega construida junt a l'absis quadrat de l'església medieval «i amb una porta franca a ella, va fer una vida honesta».
Al seu testament de 1341 havia organitzat ser soterrada junt a son pare al monasteri de Santes Creus (Tarragona), però el seu vincle amb El Puig de Santa Maria va ser tan especial que el 6 de març de 1343 va canviar el testament per a ser soterrada davant de l'altar de Santa Maria en l'església del Puig.